# Kleszczojad gładkodzioby
Kleszczojad gładkodzioby (Crotophaga ani) – gatunek średniej wielkości ptaka z rodziny kukułkowatych (Cuculidae), zamieszkujący Florydę, Amerykę Środkową i Południową. Nie jest zagrożony.
TaksonomiaTakson ten zgodnie z zasadami nazewnictwa binominalnego opisał Karol Linneusz w 10. edycji Systema Naturae opublikowanej w 1758 roku. Nadał on gatunkowi nazwę Crotophaga ani, która obowiązuje do tej pory. Linneusz jako miejsce typowe wskazał Amerykę oraz (błędnie) Afrykę. Później uściślono je do Jamajki. Nie wyróżnia się podgatunków.
MorfologiaDługość ciała 30–36 cm, masa ciała 71–119 g. Duży, czarny, silnie wysklepiony dziób. Ogon bardzo długi. Pióra czarne ze spiżowobrązowymi obrzeżeniami piór na głowie i szyi. Na barkówkach, małych pokrywach skrzydłowych i piórach na górnej części grzbietu opalizujące plamki w kształcie półksiężyca. Lotki i sterówki z połyskiem koloru purpurowego. Młode bardziej brązowe, głównie na skrzydłach i ogonie.
Zasięg, środowiskoGęste zarośla w pobliżu pól lub mokradeł. Występuje od południowej Florydy przez Amerykę Środkową po północną Argentynę i północny Urugwaj. Introdukowany na Galapagos w latach 60. XX wieku.
RozródGniazdo jest budowane wspólnie przez 1–3 pary; wysiadują, często jednocześnie, wszystkie samice. Młode są karmione przez wszystkie ptaki.
StatusMiędzynarodowa Unia Ochrony Przyrody (IUCN) uznaje kleszczojada gładkodziobego za gatunek najmniejszej troski (LC – Least Concern) nieprzerwanie od 1988 roku. W 2019 roku organizacja Partners in Flight szacowała liczebność światowej populacji na około 20 milionów dorosłych osobników. Ze względu na brak dowodów na spadki liczebności bądź istotne zagrożenia dla gatunku, BirdLife International uznaje trend liczebności populacji za stabilny.